# Dálnice A13 (Rakousko)
Dálnice A13, příp. brennerská dálnice (německy Autobahn A13 nebo Brenner Autobahn) je 35 kilometrů dlouhá rakouská dálnice. Začíná v Innsbrucku, kde se dvěma větvemi odpojuje z dálnice A12. Odtud vede údolím řeky Sill jižním směrem k italským hranicím, které překračuje v Brennerském průsmyku. Na italské straně na ni navazuje dálnice A22.
Dálnice A13 byla postavena v 60. letech 20. století jako jedna z prvních horských dálnic na světě. Mezi obcemi Patsch a Schönberg im Stubaital nedaleko Innsbrucku přechází údolí Wipptal po mostě Europabrücke s délkou 820 m a maximální výškou 190 m, který byl postaven v letech 1960 až 1963.

## Reference

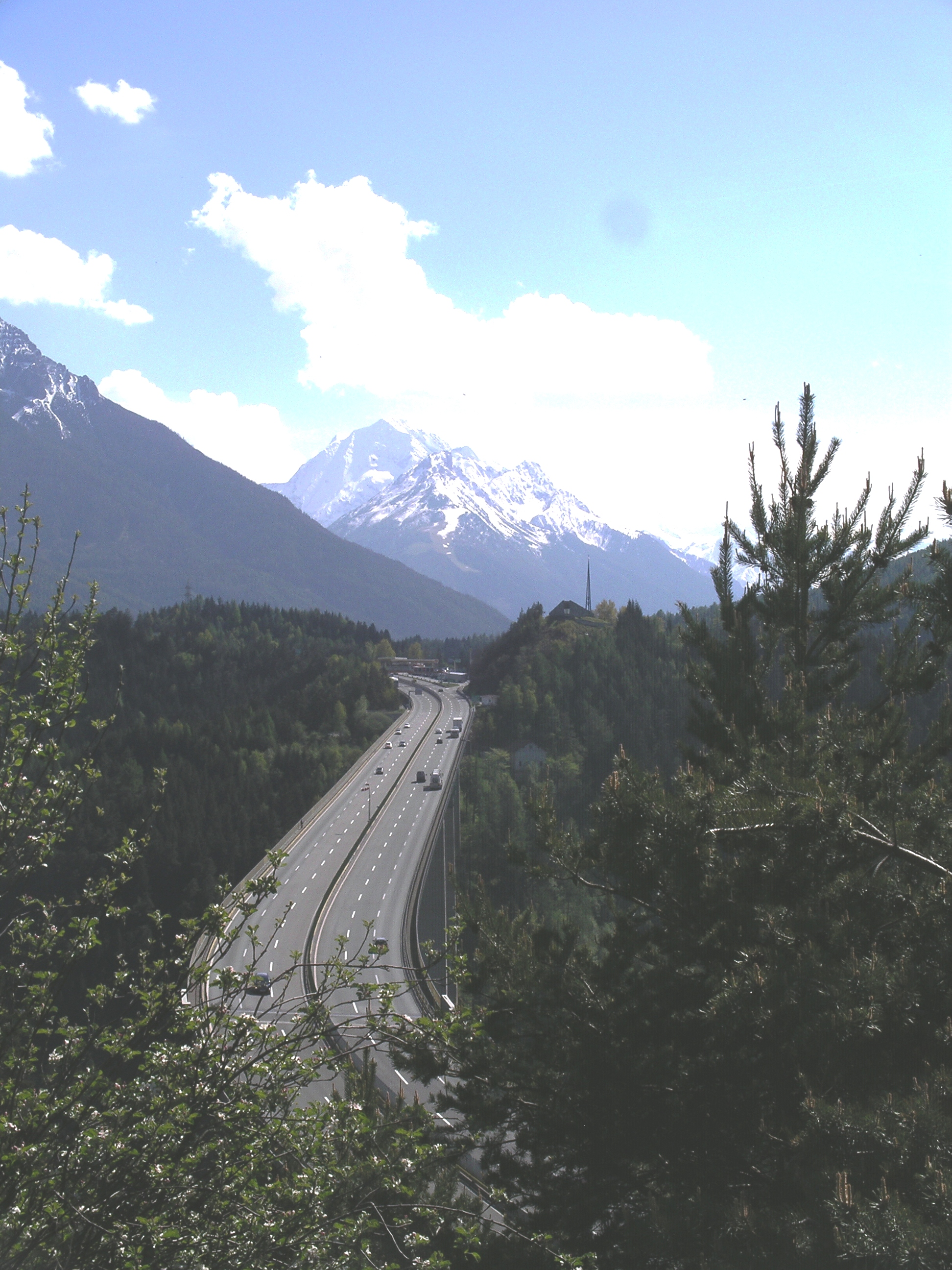
Dálniční most Europabrücke nedaleko Innsbrucku (dálnice A13)

## Dálniční křižovatky
- Innsbruck-Amras (km 0; východní větev) – dálnice A12 (E45, E60)
- Innsbruck-Wilten (km 0; západní větev) – dálnice A12 (E60, E533)
- Innsbruck-Berg Isel (km 2) – spojení obou větví